# Грб Смедерева
Грб Смедерева је према статуту града званично обележје града Смедерева. Премда је статутом означено као грб, ова квалификација је научно неутемељена, те је са научног аспекта обележје града псеудохералдички амблем.

## Блазон
Елементи псеудохералдичког амблема који употребљава град су: шест белих дискова распоређених 3+2+1 који представљају грожђе, Смедеревска тврђава на чијој је кули поједностављено приказан познати велики натпис, те тамноплаве и беле греде хоризонтално постављене симболизујући Дунав. Преко штита је, неуобичајено, смештена лента са годином 1430.